# Stephanie Sturm
Stephanie Sturm (* 27. April 1979 in Wiesbaden) ist eine deutsche Musicaldarstellerin.

## Leben
Sturm absolvierte von 1999 bis 2002 an der Stage School of Music, Dance & Drama eine Ausbildung zur Musicaldarstellerin. 2002 besuchte sie zudem noch einen Gesangsworkshop bei Edward Kraeder in Florida. Bereits während dieser Ausbildung war sie bei den Produktionen Bis zum Äußersten und Nichts mehr nach Callingasta, die zu dieser Zeit an der Opera Stabile gespielt wurden, als Darstellerin tätig.
In der Rolle der Rebecca war sie neben einer Ensemblerolle in Stuttgart und im Berliner Theater des Westens bei Tanz der Vampire als Cover besetzt. In der Nachfolgeproduktion in Hamburg war sie dann zudem noch als Cover für die Rolle der Magda engagiert. Darauf folgend spielte sie 2005 im Musical Les Misérables als Erstbesetzung die Rolle der Éponine an der Seite von Alexander di Capri am Theater Lüneburg. Für ihre Darstellung erhielt Sturm mehrfach positive Kritiken.
Sie kehrte anschließend zum Musical Tanz der Vampire – diesmal in Wien – zurück, wo sie als Swing und Cover Magda engagiert war. Bei der deutschsprachigen Premiere von The Producers im Ronacher in Wien war sie an der Seite von Andreas Bieber als Halt-Mich, Grapsch-Mich und Swing zu hören und zu sehen. Von Dezember 2009 bis April 2010 war sie in der Tourproduktion des Musicals Elisabeth als Gouvernante und Cover Elisabeth an der Seite von Annemieke van Dam, Oliver Arno, Bruno Grassini, Markus Pol und Carl van Wegberg zu sehen.

## Musicalrollen (Übersicht)
- Magda und Ensemble in Tanz der Vampire in Stuttgart, Hamburg und Berlin
- Gouvernante und Cover Elisabeth in Elisabeth in Frankfurt, München, Bregenz und Düsseldorf
- Éponine in Les Misérables in Lüneburg